# Альберто Іньюратегі
Альберто Іньюратегі (ісп. Alberto Iñurrategi; 3 листопада 1968 в Аречавалеті в Краю Басків) — іспанський альпініст i гімалаїст. Як десята людина у світі і другий серед іспанців здобув  Корону Гімалаїв і Каракоруму. Був наймолодшим (33 роки) серед номінантів цього почесного титулу.
В липні 2000 р. Альберто Іньюратегі пережив особисту трагедію — смерть брата Фелікса (також гімалаїста) під час сходження на Гашербрум II, свій 12-й  восьмитисячник.

## Історія здобуття Корони Гімалаїв і Каракоруму
- 30 вересня 1991 — Макалу
- 25 вересня 1992 — Еверест
- 24 серпня 1994 — К2
- 1995 — Чо-Ойю
- 1995 — Лхоцзе
- 6 травня 1996 — Канченджанга
- 1996 — Шишабангма
- 1997 — Броуд-пік
- 1998 — Дхаулагірі
- 1999 — Нанга Парбат
- 2000 — Манаслу
- 2000 — Гашербрум II
- 2001 — Гашербрум I
- 16 травня 2002 — Аннапурна